# Sean Hardman
Sean P. Hardman (Brisbane, 6 maggio 1977) è un ex rugbista a 15 australiano, già tallonatore dei Reds.

## Biografia
Legato a livello di club ai Brothers Old Boys di Brisbane, sua città natale, Hardman rappresentò i Queensland Reds a livello di campionato australiano dal 1999 e a livello di Super Rugby dal 2000 (esordio contro gli Highlanders).
In 12 stagioni professionistiche ha assommato 148 incontri disputati (123 delle quali nel Super Rugby), che lo rendono a tutta la stagione 2010 il giocatore del Queensland con più presenze in campo.
In carriera è stato anche 4 volte internazionale per l'Australia, con la quale esordì nel 2002 in un test match contro la Francia a Sydney.
Impiegato saltuariamente, fu riconvocato nel 2006 per un incontro del Tri Nations contro il Sudafrica e disputò il suo ultimo incontro internazionale contro il Canada durante la Coppa del Mondo di rugby 2007 in Francia.
Al termine della stagione 2010 ha deciso il ritiro per intraprendere la carriera di rappresentante commerciale (è laureato in Economia).